# Ellery Schempp

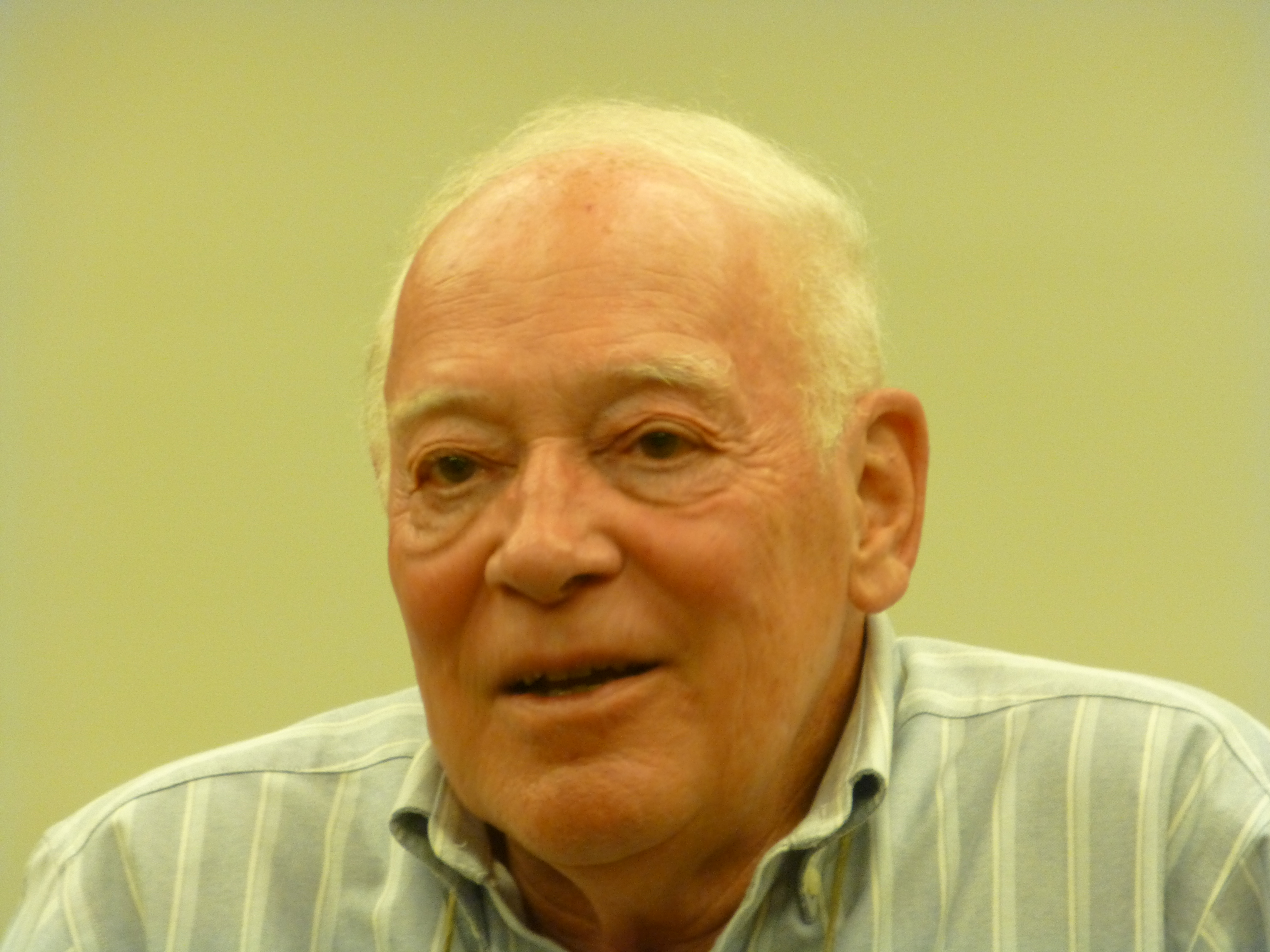
Foto de Ellery Schempp.

Ellery Schempp (nascido Ellory Schempp, Abington, Estados Unidos, 5 de agosto de 1940) é um físico conhecido por ser o estudante primário envolvido na disputa ocorrida em 1963 na Suprema Corte dos Estados Unidos, que levou à jurisprudência no caso "Distrito Escolar de Abington v. Schempp", que declarou inconstitucional a leitura obrigatória da bíblia nas escolas públicas.
Schempp é professor aposentado e palestrante.

## Biografia
Schempp nasceu na Filadélfia e cresceu na comunidade de Roslyn, município de Abington . Ele se formou na Escola Secundária de Abington em 1958, e graduou-se na Universidade Tufts, onde obteve bacharelado em física e geologia. Em 1967, Schempp recebeu seu Ph.D. em Física pela Universidade de Brown.
Em 1977, Schempp fez parte do Grupo de Exploradores de Pittsburgh na "Expedição Nanga Parbat", que foi o primeiro grupo estadunidense a atingir o pico de Nanga Parbat no Paquistão. Também escalou montanhas na Groenlândia e na Suíça.
Stephen D. Solomon, professor da Universidade de Nova York, escreveu um livro sobre Schempp e o seu caso na Suprema Corte, intitulado: "Ellery’s Protest: How One Young Man Defied Tradition and Sparked the Battle over School Prayer".

## Ativismo
Em 26 de Novembro de 1956, Schempp fez um protesto contra a exigência da escola de que cada aluno leia 10 passagens da Bíblia e fizesse a oração do Pai Nosso todos os dias na sala de aula. Naquele dia, ele trouxe uma cópia do Alcorão e a leu em vez da bíblia; Por conda diisso, ele foi enviado ao escritório do diretor. Com a ajuda de seu pai, Edward Schempp, e da União Americana pelas Liberdades Civis, processou o Distrito Escolar de Abington sobre a política de leituras bíblicas e oração obrigatórias nas escolas.
Ao longo de vários anos, Schempp, e mais tarde seus irmãos mais novos, Roger e Donna, mantiveram o caso em pé, e continuaram a lutar contra esta política nos tribunais. Os Schempps foram unitário-universalistas, uma comunidade religiosa teologicamente liberal. 
O caso foi finalmente decidido em favor de Schempps pela Suprema Corte em 1963, cinco anos depois que ele tinha se formado na escola secundária. O precedente que esta decisão estabeleceu, de que a escola pública não tem o direito de patrocinar manifestações religiosas e, consequentemente, que os alunos não podem ser pressionados a tomar parte nelas, tem surgido recorrentemente em todos os casos onde a separação Igreja-Estado toma vulto quando as discussões permeiam questões sobre a religião nas escolas públicas.
Schempp considera-se um ateu, mas apóia os unitário-universalistas e é um forte apoiante da União Americana pelas Liberdades Civis e da separação entre a igreja e o Estado. Ele é um popular orador nas reuniões dos unitário-universalistas e de organizações humanistas, onde fala sobre seu protesto-marco, bem como o estado atual da democracia, a Constituição e a declaração dos direitos dos cidadãos.
Schempp é um membro da Associação Humanista Americana e dos Americanos Unidos pela Separação entre Igreja e Estado. Em 1996, recebeu o Prêmio de Liberdade Religiosa dos Americanos Unidos. Ele é membro do Conselho Consultivo da Aliança Secular Estudantil e da Coalizão Secular para a América. Ele tem viajado por todo o país falando sobre suas experiências.
Em 2002, Schempp foi eleito para o hall da fama da Escola Secundária de Abington por suas realizações na física. O prêmio não inclui a nota sobre "A iniciativa contra a Escola Secundária de Abington sobre a leitura da bíblia e da oração que acabou por ser decidido pelo Supremo Tribunal dos Estados Unidos em 1963.". Seu envolvimento no processo judicial não foi mencionado no seu discurso de inclusão no hall, exceto quando proferiu em seu discurso, "eu nunca pensei que eles me convidariam de volta aqui.".

## Física
A tese de doutoramento de Schempp foi intitulada Nuclear Quadrupole Resonance in Nitrogen Heterocycles. Este trabalho foi o precursor para o desenvolvimento da imagem por ressonância magnética (MRI), no qual ele continuou a trabalhar durante um período substancial da sua carreira.
Ele trabalhou como físico e gerente de projetos com supercondutores, sistemas de ressonância magnética e resíduos nucleares. Foi professor da Universidade de Pittsburgh e professor convidado na Universidade de Genebra, na Suíça.